# Baltic Ace
La motonave Baltic Ace è stata una nave da carico Roll-on/roll-off battente bandiera delle Bahamas, affondata nel Mare del Nord il 5 dicembre 2012 dopo una collisione con la nave portacontainer Corvus J, registrata a Cipro. Costruita dal cantiere navale di Gdynia in Polonia, la nave entrò in servizio dal 2007.

## Caratteristiche generali
La Baltic Ace era una nave Ro-Ro progettata per il trasporto di veicoli in una grande sovrastruttura simile a un'autorimessa completamente chiusa che correva per l'intera lunghezza e larghezza della nave. Aveva otto ponti di carico con un'altezza minima di 2 metri. Era possibile sollevare due ponti (il 3 e il 5) per aumentare la distanza dei ponti sottostanti a 4,8 metri per i veicoli di grandi dimensioni. La sua capacità di trasporto di auto, misurata in unità RT43, era di 2.132. Per il carico e lo scarico delle merci, la Baltic Ace disponeva di una rampa di poppa per i normali ormeggi Ro-Ro e di una rampa di poppa per i porti privi di strutture specializzate per la movimentazione delle merci.
La Baltic Ace era lunga 148 metri e larga 25 metri. A pieno carico, aveva un dislocamento di 7,9 metri di acqua e aveva una portata lorda di 7.787 tpl. Come la maggior parte delle navi del suo genere, era azionata da un'unica elica a passo fisso in lega di nichel-alluminio da 5,84 metri direttamente accoppiata al motore principale. Il suo motore principale, un motore Diesel a traversa a bassa velocità MAN - B&W 7S46MC-C a 7 cilindri, aveva una potenza di 9.710 kW (13.020 CV) a 129 giri / min.
Aveva tre motori ausiliari MAN-B&W Holeby 7L23/30 a 7 cilindri per la generazione di elettricità a bordo, ciascuno con una potenza di 1.120 kW. Per le manovre nei porti disponeva di un'elica di manovra da 1.000 kW e di un'altra elica di poppa da 660 kW, entrambi prodotti da ABB.
Facendo regolarmente scalo nei porti del Mar Baltico, la Baltic Ace venne rafforzata per la navigazione nel ghiaccio e prese una classe di ghiaccio finlandese-svedese 1A.  Fu classificata da Det Norske Veritas.

## Carriera
La Baltic Ace aveva un design standard offerto dal Stocznia Gdynia, la quinta di sei bisarche relativamente piccole costruite dal 2005 al 2007. Le sue navi gemelle sono Elbe Highway, Thames Highway, Danube Highway, Seine Highway e Nordic Ace.
Il contratto per la costruzione della nave venne firmato il 23 dicembre 2005 e fu impostata a Stocznia Gdynia in Polonia il 26 febbraio 2007. Varata il 3 giugno 2007, la Baltic Ace fu consegnata ai suoi armatori l'11 luglio 2007.
La nave era in noleggio a lungo termine con Euro Marine Logistics, su un servizio di anello regolare che toccava l'Europa del Nord e i porti del Baltico.

## Il naufragio

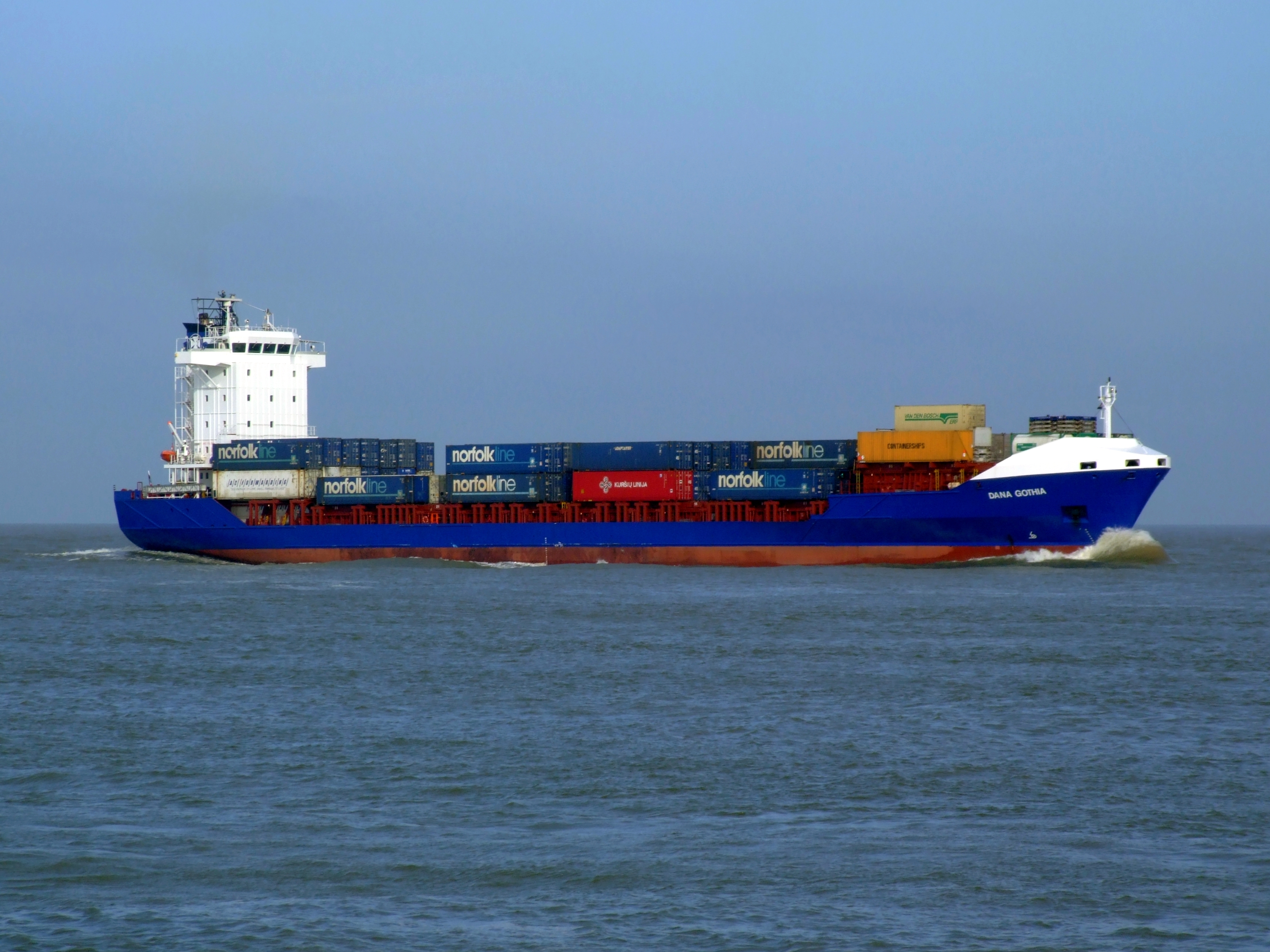
La portacontainer Corvus J, precedentemente Dana Gothia

Il 5 dicembre 2012, la Baltic Ace si scontrò con la nave portacontainer Corvus J (registrata a Cipro) nel Mare del Nord mentre era in viaggio da Zeebrugge, in Belgio, a Kotka, in Finlandia, con un carico di circa 1.400 auto Mitsubishi probabilmente dirette al mercato russo. L'incidente avvenne a circa 40–50 km al largo della costa olandese a sud di Rotterdam, su una delle rotte marittime più trafficate del mondo alle 18:15 UTC+1. Secondo un rappresentante della compagnia di navigazione, la causa dell'incidente è stata probabilmente un errore umano.
Dopo la collisione, la Baltic Ace iniziò a imbarcare acqua, si capovolse e affondò in 15 minuti in acque poco profonde. Secondo il manager della nave, la Corvus J probabilmente colpì la Baltic Ace sul lato, dove i serbatoi vuoti che formano un doppio lato sono larghi solo 1,3 metri, allagando rapidamente i ponti di carico. La Corvus J fu gravemente danneggiata e la sua prua venne piegata, ma non correva il rischio di affondare e partecipò alla ricerca dei sopravvissuti.
Le condizioni meteorologiche, onde di tre metri e neve, resero difficile l'operazione di soccorso. Quando la ricerca dei sopravvissuti riprese il giorno successivo, cinque membri dell'equipaggio di 24 persone furono confermati morti e sei erano ancora dispersi. Tredici membri dell'equipaggio, compreso il capitano polacco della nave, vennero portati in salvo da zattere di salvataggio di elicotteri o prelevati da navi vicine. Secondo la Guardia costiera dei Paesi Bassi, la possibilità di trovare altri sopravvissuti era praticamente impossibile e la ricerca dei membri dell'equipaggio dispersi, che potrebbero essere rimasti intrappolati all'interno del relitto, fu interrotta il giorno successivo all'incidente.
Il numero di vittime fu confermato quando 11 membri dell'equipaggio vennero dichiarati morti.
Dopo l'affondamento, una serie di notizie riportò la fotografia di una nave affondata erroneamente identificata come Baltic Ace. Il relitto di colore simile, visibile attraverso la superficie in acque poco profonde, era in realtà dell'Asia Malaysia, un traghetto filippino affondato nel 2011.

## Operazioni di salvataggio

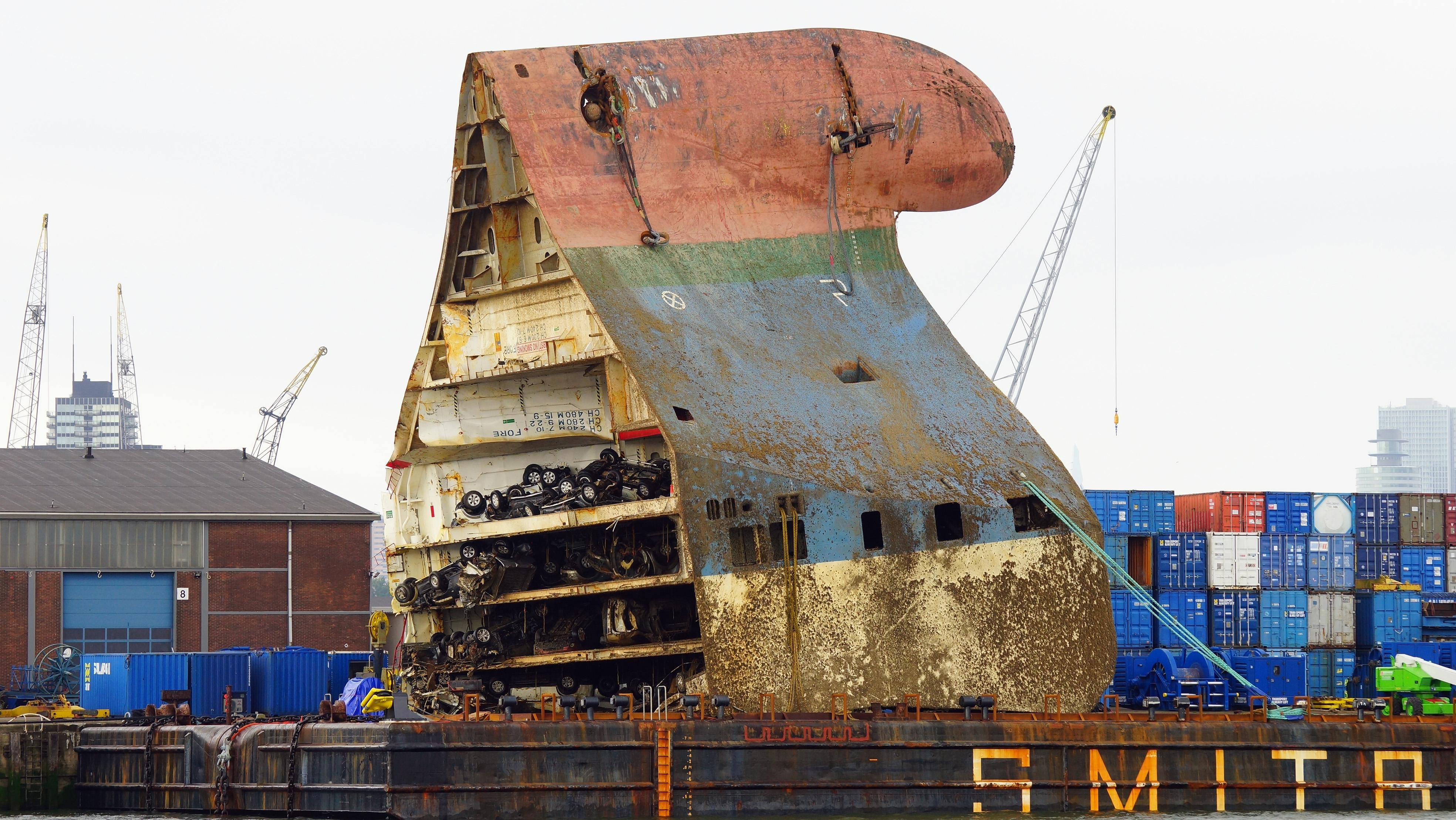
La prua della Baltic Ace nel porto scavato di Waalhaven, Rotterdam nel 2015

Adagiato a una profondità di soli 35 metri nelle trafficate rotte marittime vicino al porto di Rotterdam, con circa 540.000 litri di olio combustibile rimasti all'interno dello scafo, il relitto della Baltic Ace fu sia un pericolo per la spedizione che un pericolo per l'ambiente.
Nel marzo 2014, Rijkswaterstaat assegnò l'appalto per la rimozione completa del relitto alla società nederlandese Royal Boskalis Westminster e al suo socio Mammoet. Una volta rimosso tutto il petrolio residuo dal relitto, la nave fu tagliata in 8 pezzi separati utilizzando un filo da taglio e venne sollevata dal fondo del mare. Lo stesso metodo fu utilizzato in precedenza per il salvataggio della Tricolor, una Ro-Ro affondata nel Canale della Manica nel 2002, e per rimuovere la prua del sottomarino russo Kursk prima che il resto dello scafo fosse sollevato.
Il recupero del relitto venne completato nel settembre 2015.